# مارکیز (فیلم)
مارکیز (انگلیسی: Marquise) یک فیلم است که در سال ۱۹۹۷ منتشر شد. از بازیگران آن می‌توان به سوفی مارسو، سارا فرانکتی و لمبرت ویلسون اشاره کرد.